# Modest Prats i Domingo
Modest Prats i Domingo (Castellón de Ampurias, Alto Ampurdán, 1936 - Gerona, 29 de marzo de 2014) fue un sacerdote, filólogo y teólogo español.

## Biografía
Tres meses después de su nacimiento, su padre, de 25 años, fue fusilado cerca de Barcelona, en plena guerra civil. Su madre, Enriqueta, asumió la formación del carácter de su hijo. De los 10 a los 22 años estudió en el Seminario de Gerona y fue ordenado sacerdote el 1959 en Gerona. Se licenció en filología románica en la Universidad de Barcelona y en teología en la Universidad Pontificia Lateranense.Completó los estudios en el Instituto Católico de París.
Dirigió la delegación en Gerona del Instituto de Ciencias de la Educación de la Universidad Autónoma de Barcelona y fue el primer delegado de los Servicios Territoriales de Gerona del Departamento de Cultura de la Generalidad de Cataluña el 1981. Fue profesor en el Seminario de Gerona y profesor de filología y de historia de la lengua en la Universidad de Gerona. Era miembro de la Asociación Internacional de Lengua y Literatura Catalanas y participó en los Coloquios Internacionales sobre lengua y literatura catalanas.
Fue rector de las parroquias de Santa Maria de Vista Alegre de Gerona, de Medinyà y Vilafreser y de Santa Susana del Mercadal, también en Gerona.
En 2004 le fue otorgada la Creu de Sant Jordi. Entre 2005 y 2014 también fue miembro numerario del Instituto de Estudios Catalanes. En 2009 publicó Engrunes i retalls, Escrits de llengua i literatura catalanes y dos años más tarde, Homilies de Medinyà, su último libro. Murió el 29 de marzo de 2014 en Gerona.
En 2009 se le diagnosticó alzheimer, y murió el 2014 en la residencia sacerdotal Obispo Sivilla de Gerona. Al inicio de la enfermedad quiso verse con Pasqual Maragall, que lo denominaba el cura sabio de Gerona. Prats y Maragall conversaron unas tres horas, el cura le preguntaba qué debían hacer y Maragall le decía que escuchara mucha música, que leyera al menos el diario, y que mirara el fútbol.

## Investigación
Sus publicaciones tratan la historia, el uso litúrgico y el futuro de la lengua catalana. En cuanto a la lengua destacan dos volúmenes de historia de la lengua catalana del 1982 y 1996, escritos con Josep Maria Nadal. Sobre la lengua litúrgica es relevante su comunicación en el Primer Congreso Litúrgico de Montserrat del 1965, donde denunció la situación de la lengua catalana desde el ángulo de la pastoral de la Iglesia. Trató el futuro de la lengua catalana desde el manifiesto de Els marges (1979). También publicó estudios sobre Baldiri Reixach, Jacint Verdaguer, Joaquim Ruyra y Josep Carner, trabajos sobre la Iglesia catalana, la traducción de Fedra de Jean Racine, y la recopilación de textos Homilies de Medinyà..

## Fondo Modest Prats
El día 29 de mayo de 2002 se inaugura la Sala de Grados de la Facultad de Letras con la última lección del profesor Modest Prats, «La Paraula i les paraules», con motivo de su jubilación. Durante el acto se hace pública la donación en la Universidad de Gerona de su biblioteca personal.
El Fondo se compone de más de 6.000 volúmenes, identificados con un exlibris creado por Narcís Comadira, y se pueden consultar en la Biblioteca de la Universidad de Gerona, al campus del Barri Vell. La mayoría de estos volúmenes se encuentran integrados en la sala y están disponibles en préstamo, de acuerdo con la voluntad de Modest Prats.
Destacan los volúmenes de literatura catalana medieval y moderna, y de los años 70, 80 y 90, entre ellos, más de un centenar de obras de Manuel de Pedrolo.También resalta la literatura castellana, italiana, francesa y clásica, así como los estudios sobre literatura, filología románica, historia de la lengua e historia de Cataluña. Los libros más valiosos son algunos diccionarios antiguos como por ejemplo el: Nuevo método de gramática castellana, seguida de un prontuario de voces más usuales en Catalán y Castellano (1847) o el Diccionari de la llengua catalana ab la correspondencia castellana y latina por Pere Labernia. 1839 (Volumen I) y 1840 (Volumen II).

## Obras
- Notes sobre la "Controvèrsia" sobre la perfecció de l'idioma català (1974)
- La segona part de les "Instruccions per la ensenyança de minyons" de Baldiri Reixac (1976)
- Notes per a una història de la llengua (1976)
- Verdaguer a la Mare de Déu del Mont, Salt, Edicions del Pèl, (1984), con Joan Carreres
- Història de la llengua catalana (vol.I, 1982; vol. II, 1996) con Josep Maria Nadal i Farreras (Premi Lletra d'Oro, 1983)
- El futur de la llengua catalana (1990), con Albert Rossich y August Rafanell.
- Política lingüística de l'Església catalana. Seglos XVI y XVII (1995)
- Engrunes i retalls. Escrits de llengua y literatura catalanes (2009)[4]
- Homilies de Medinyà (2011)